# Joo Won
Joo Won  (hangul: 주원; rr: Ju-won; nascido como Moon Jun-won em 30 de setembro de 1987) é um ator sul-coreano. Ele é mais conhecido por seus papéis nos dramas televisivos King of Baking, Kim Takgu (2010), Ojakgyo Family (2011), Bridal Mask (2012), Good Doctor (2013), Yong-pal (2015) e My Sassy Girl (2017).

## Filmografia

### Filmes
| Ano  | Título                               | Papel        | Notas            | Ref.  |
| ---- | ------------------------------------ | ------------ | ---------------- | ----- |
| 2011 | S.I.U.                               | Kim Ho-ryong |                  |       |
| 2012 | Don't Click                          | Joon-hyuk    |                  |       |
| 2012 | Niko 2 : Little Brother, Big Trouble | Niko         | dublagem coreana | [ 3 ] |
| 2013 | Steal My Heart                       | Lee Ho-tae   |                  | [ 4 ] |
| 2014 | Fashion King                         | Woo Ki-myung |                  |       |
| 2015 | Fatal Intuition                      | Jang-woo     |                  |       |
| 2016 | Sweet Sixteen                        | Qu Weiran    |                  |       |
| 2016 | Clocking Out                         | Seo Ki-woong | curta-metragem   | [ 5 ] |

### Televisão
| Ano       | Título                    | Papel                                 | Emissora | Ref.  |
| --------- | ------------------------- | ------------------------------------- | -------- | ----- |
| 2010      | King of Baking, Kim Takgu | Gu Ma-jun / Seo Tae-jo                | KBS2     |       |
| 2011-2012 | Ojakgyo Family            | Hwang Tae-hee                         | KBS2     | [ 6 ] |
| 2012      | Bridal Mask               | Lee Kang-to / Sato Hiroshi / Gaksital | KBS2     |       |
| 2013      | 7th Grade Civil Servant   | Han Gil-ro / Han Pil-hoon             | MBC      |       |
| 2013      | Good Doctor               | Park Shi-on                           | KBS2     |       |
| 2014      | Naeil's Cantabile         | Cha Yoo-jin                           | KBS2     |       |
| 2015      | Yong-pal                  | Kim Tae-hyun                          | SBS      |       |
| 2017      | My Sassy Girl             | Gyun-woo                              | SBS      |       |
| 2020      | Alice                     | Park Jin-Gyeom                        | SBS      |       |

### Narração
| Ano  | Título                         | Nota                          | Ref. |
| ---- | ------------------------------ | ----------------------------- | ---- |
| 2012 | Memories of civilization - Map | Documentário em quatro partes |      |

### Programas de variedades
| Ano       | Título             | Notas            | Emissora   | Ref. |
| --------- | ------------------ | ---------------- | ---------- | ---- |
| 2006      | Frees              | Membro do elenco | SBS        |      |
| 2012-2013 | 2 Days & 1 Night   | Membro do elenco | KBS2       |      |
| 2014      | Joo Won's Life Log | Ele mesmo        | KNTV Japan |      |

### Participações em vídeos musicais
| Ano  | Canção                     | Artista       | Ref.  |
| ---- | -------------------------- | ------------- | ----- |
| 2010 | "Miss You"                 | SM the Ballad |       |
| 2012 | "I Made Another Woman Cry" | 2BiC          | [ 7 ] |

## Musicais
| Ano       | Título            | Papel       |
| --------- | ----------------- | ----------- |
| 2007      | Altar Boyz        | Matthew     |
| 2008      | Singles           | ensemble    |
| 2008      | Grease            | Doody       |
| 2009      | Sinsangnam        | Yeon Ha-nam |
| 2009      | Spring Awakening  | Melchior    |
| 2013-2014 | Ghost the Musical | Sam Wheat   |

## Discografia

### Trilha sonora
| Ano  | Título                                 | Faixa                    | Ref.   |
| ---- | -------------------------------------- | ------------------------ | ------ |
| 2010 | King of Baking, Kim Takgu OST (Part 7) | "My Love"                | [ 8 ]  |
| 2012 | Bridal Mask OST                        | "Judgment Day"           |        |
| 2012 | Bridal Mask OST                        | "Love and Love"          | [ 9 ]  |
| 2012 | Bungo: Stories of Desire OST           | "Nadeshiko"              | [ 10 ] |
| 2013 | 7th Grade Civil Servant OST            | "I Don't Know Love"      | [ 11 ] |
| 2013 | Good Doctor OST                        | "소독약 (Love Medicine)" | [ 12 ] |
| 2013 | Good Doctor OST                        | "If I Were"              |        |
| 2014 | Naeil's Cantabile OST                  | "Innocent"               | [ 13 ] |
| 2017 | My Sassy Girl OST                      | "I Believe"              | [ 14 ] |